# دييغو سيسنيروس
دييغو سيسنيروس هو شخصية أعمال كوبي، ولد في 27 سبتمبر 1911 في هافانا في كوبا، وتوفي في 15 يوليو 1980 في كاراكاس في فنزويلا.